# مایکل اچ. وبر
مایکل اچ. وبر (انگلیسی: Michael H. Weber؛ زادهٔ ۱۳ ژانویهٔ ۱۹۷۸) فیلم‌نامه‌نویس، تهیه‌کننده اهل ایالات متحده آمریکا است. وی از سال ۲۰۰۹ میلادی تاکنون مشغول فعالیت بوده‌است.